# Areolospora
Areolospora es un género de hongos en la familia Xylariaceae.